# Catabase (littérature)
Pour les articles homonymes, voir Catabase.

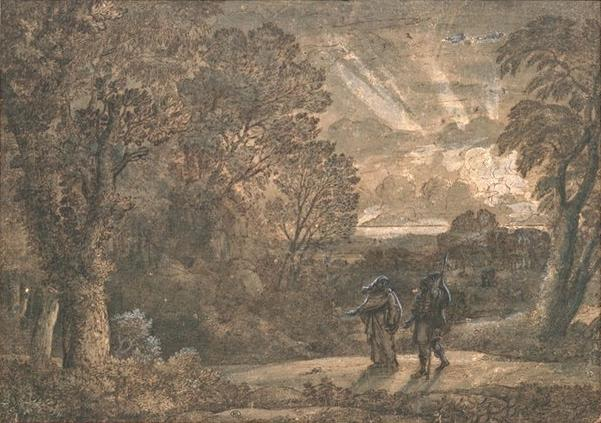
La sybille de Cumes menant Énée aux Enfers.

La catabase (du grec ancien κατάϐασις / katábasis, « descente, action de descendre ») est un motif récurrent des épopées grecques, traitant de la descente du héros dans le monde souterrain, les Enfers. C'est l'une des épreuves qualificatives les plus décisives de l'initiation et de la formation du héros épique.

## Définitions et typologies
« La catabase est la descente de l'esprit, soit imaginaire, soit rituelle (ex. : descendre à la grotte d'Éleusis), soit spirituelle »  ; elle a lieu « soit en enfer (ex. : Orphée descendant chercher Eurydice aux Enfers) soit au royaume des morts (ex. : Jésus, selon Matthieu, XXVII), soit à l'intérieur de la Terre (ex. : l'antre de Trophonios) ; le but est nécromantique (acquérir des savoirs ou pouvoirs par les morts), ou chamanique (extase, guérison, recherche des âmes, etc.) ou initiatique (revenir à l'origine ou à 'l'intérieur') ou symbolique. »

— Pierre A. Riffard, Dictionnaire de l'ésotérisme, Payot, 1983, p. 68.

« Selon l'ancienne tradition grecque, une catabase est la descente effectuée de plein gré par un homme vivant dans le royaume des morts, l'Hadès. »

— Reynal Sorel, apud Dictionnaire critique de l'ésotérisme, PUF, 1998, p. 265.
La notion complémentaire de catabase est anabase (« en haut », « βαίνω » marcher : remontée). L'anabase est l'ascension de l'esprit soit imaginaire (ex. : tantrisme), soit rituelle (ex. : ascension d'une montagne sacrée), soit spirituelle, soit vers les cieux (Mésopotamie, hermétisme, gnosticisme), soit vers le paradis terrestre ou céleste, soit au Royaume de Dieu, soit dans le monde céleste ; et cette ascension a une signification ou initiatique ou chamanique ou cathartique, purificatrice. L'Anabase est avant tout un récit de Xénophon qui raconte le retour en terre grecque de l'armée des Dix-Mille après sa campagne en Perse. Saint-John Perse, grand helléniste, reprendra le titre du général athénien pour un recueil.
La catabase, symbolique ou réelle, est une des étapes fondamentales du « monomythe » développé par Joseph Campbell dans son livre Le Héros aux mille et un visages (The Hero with a Thousand Faces, 1949), décrivant une structure commune à de nombreux mythes du monde, qui relateraient un « voyage du héros » (The Hero's Journey).

## Exemples

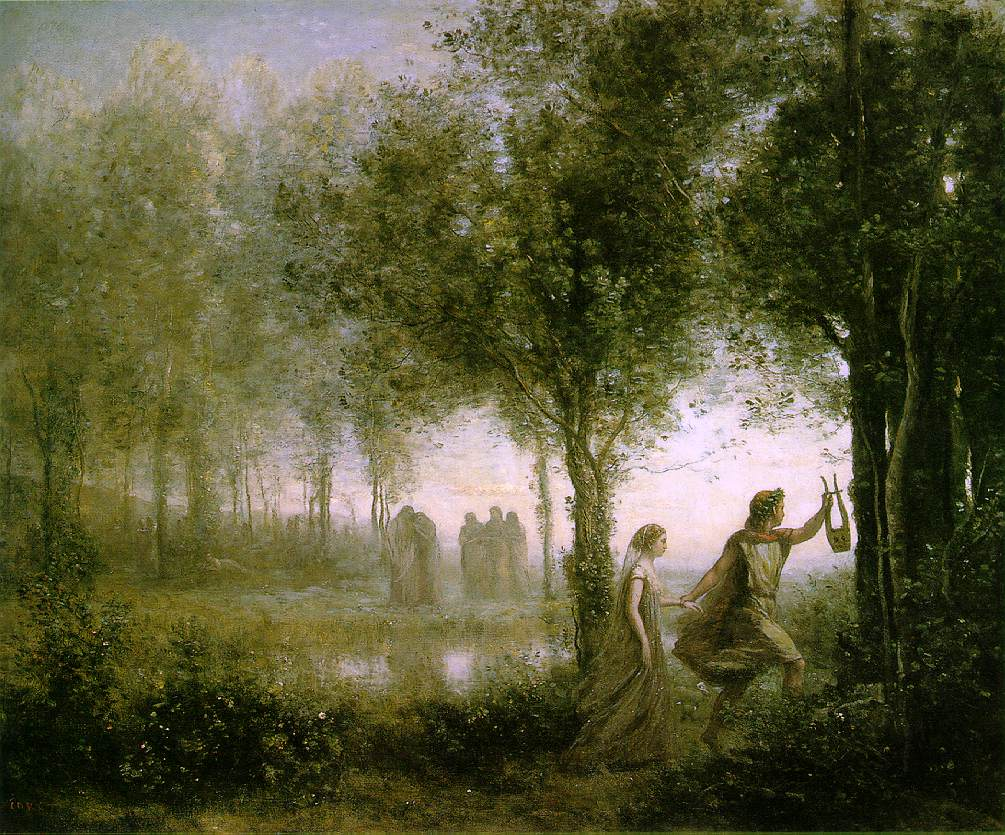
Orphée ramène Eurydice des Enfers (toile de Corot).

- Le mythe mésopotamien de la Descente d'Inanna aux Enfers, raconte la catabase volontaire de la déesse Inanna. L'origine de ce mythe semble remonter avant 1600 av. J.-C.[4],[5].
- Le dernier des travaux d'Héraclès le conduit aux Enfers grecs : il doit ramener Cerbère, le chien à trois têtes qui en garde l'entrée (voir Capture de Cerbère par Héraclès).
- La consultation du héros Trophonios en Béotie (du VIe s. av. J.-C. jusqu'au IIes.) était impressionnante. Le patient, après des rites, buvait l'Eau d'Oubli et l'Eau de Mémoire, puis, vêtu d'un suaire, il s'introduisait, les pieds en avant, par une étroite ouverture, dans une cavité artificielle aménagée à flanc de montagne. Là, il était aspiré par un tourbillon et percevait dans la nuit des visions ou des bruits prophétiques. Après quoi, il regagnait l'air libre par l'ouverture, pieds en avant, à demi inconscient. Les prêtres l'asseyaient sur le trône de Mémoire et l'aidaient à interpréter ce qu'il avait vu ou entendu. C'est une expérience de mort (car l'antre de Trophonios était une sorte de sépulture) et de résurrection[6].
- Chez Homère, dans le chant XI de l'Odyssée, Ulysse, conseillé par la magicienne Circé, s'approche de l'Hadès, mais n'y descend pas. Il y consulte le devin Tirésias après avoir sacrifié une génisse et un mouton noir afin de pouvoir parler aux morts qui reviennent sous forme de spectres, dont sa propre mère et certains héros achéens ayant combattu à Troie : c'est l'épisode de la Nekuia (νέκυια, « sacrifice pour l'évocation des morts »).
- L'exemple le plus connu de catabase est celui d'Orphée, le musicien-poète, uates, célébré par Virgile (Géorgiques, IV) et Ovide (Métamorphoses, X et XI). Il descend aux Enfers où son chant envoûte Hadès et Perséphone ainsi que tous les monstres infernaux pour tenter de ramener chez les vivants sa femme, la dryade Eurydice, tuée par la morsure d'un serpent.
- Hérodote (IV, 95), Sophocle (Électre, 62) attribuent à Pythagore une descente dans l'Hadès. "Il est descendu dans l'Hadès et il a vu l'âme d'Hésiode attachée à une colonne de bronze et poussant des cris stridents, celle d'Homère suspendue à un arbre et entourée de serpents, en punition de ce qu'ils avaient dit des dieux, et il a vu le châtiment de ceux qui ne veulent pas s'unir à leurs propres femmes" (Diogène Laërce, VIII, 21).
- Dans le livre X de la République, Platon, avec le mythe d'Er le Pamphylien décrit une descente aux Enfers. Son âme, dit-on, revint sur terre après avoir séjourné au royaume des morts, et Er, après avoir été ressuscité, raconta les voyages souterrains de son âme qui avait comparu devant ses juges.
- Chez Virgile, au livre VI de l'Énéide, le héros Énée descend aux Enfers, accompagné de la Sibylle de Cumes pour y consulter son père Anchise. Muni d'un rameau d'or, il prend la voie souterraine des ombres, jusqu'aux marécages du Styx, où il rencontre Caron et Cerbère, le chien à la triple gueule. Dans les Limbes, il trouve les enfants et les suicidés. Dans le champ des pleurs, il voit les âmes des morts d'amour, dont Didon ; plus loin il voit les âmes des guerriers morts sur le champ de bataille. Arrivé au royaume de Pluton, Enée dépose son rameau d'or et, accompagné du poète Musée, traverse les Champs Élysées. Là, Anchise montre à son fils, Énée, les âmes destinées à revenir sur terre, dont Romulus, la famille des Jules ; puis il voit les grands citoyens de la République, dont César, Pompée.
- Jésus, après sa mort sur la croix, descend aux enfers. Cet épisode, qui n'est raconté que dans les évangiles apocryphes, est cependant mentionné dans le Symbole des apôtres : « [Jésus] a été crucifié, est mort, a été enseveli, est descendu aux enfers, le troisième jour est ressuscité des morts ».
- Dante, dans la Divine Comédie, effectue aussi une catabase, dans un Enfer syncrétique, qui garde beaucoup de celui d'Homère et de Virgile, tout en assimilant des caractères chrétiens.

## Galerie

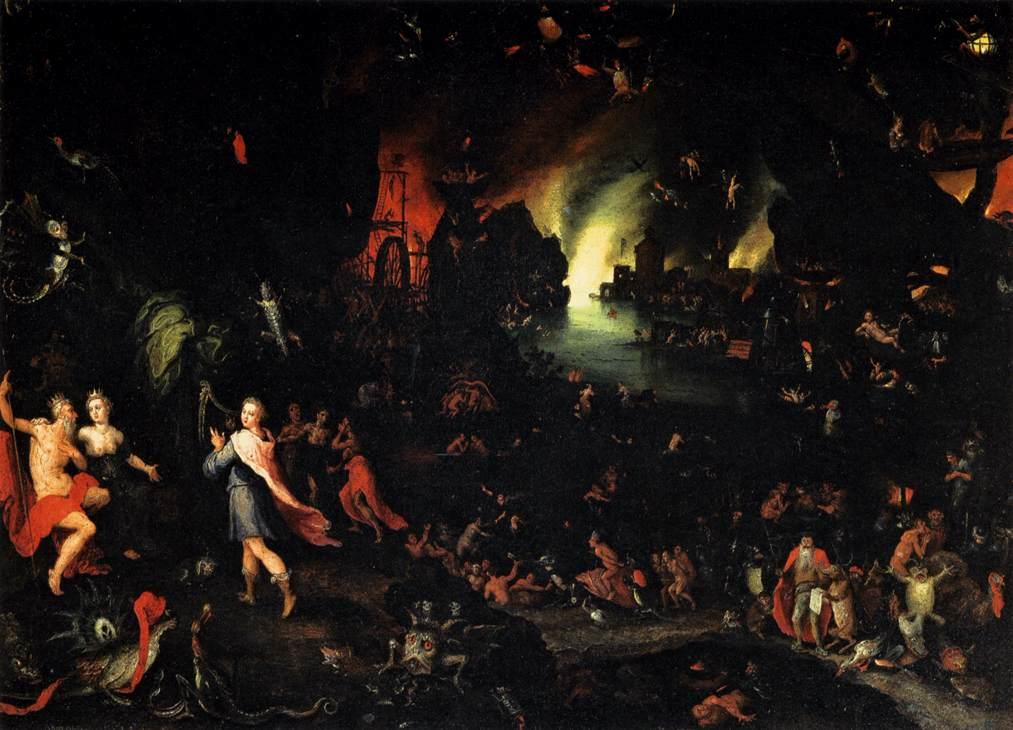
Orphée aux Enfers, Jan Brueghel (1594).
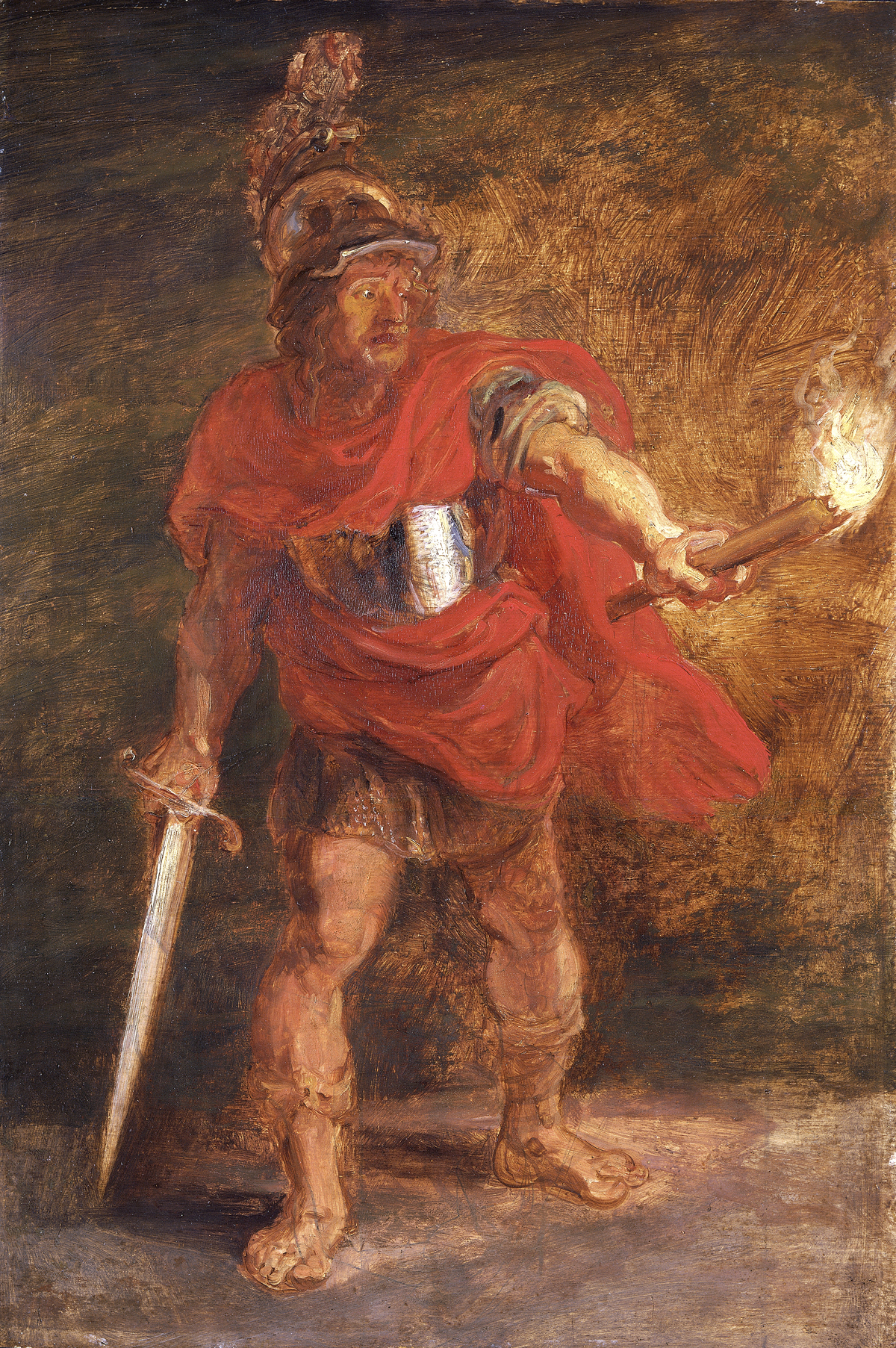
Énée aux Enfers, Pierre Paul Rubens (vers 1600).
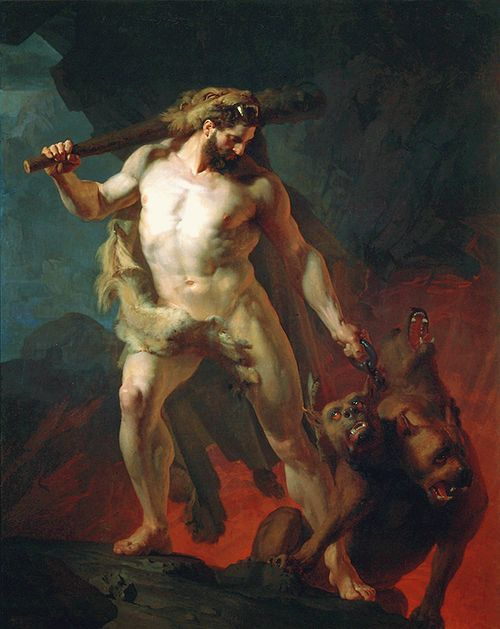
Hercule descendu aux Enfers capturer Cerbère, Johann Köler (1855).
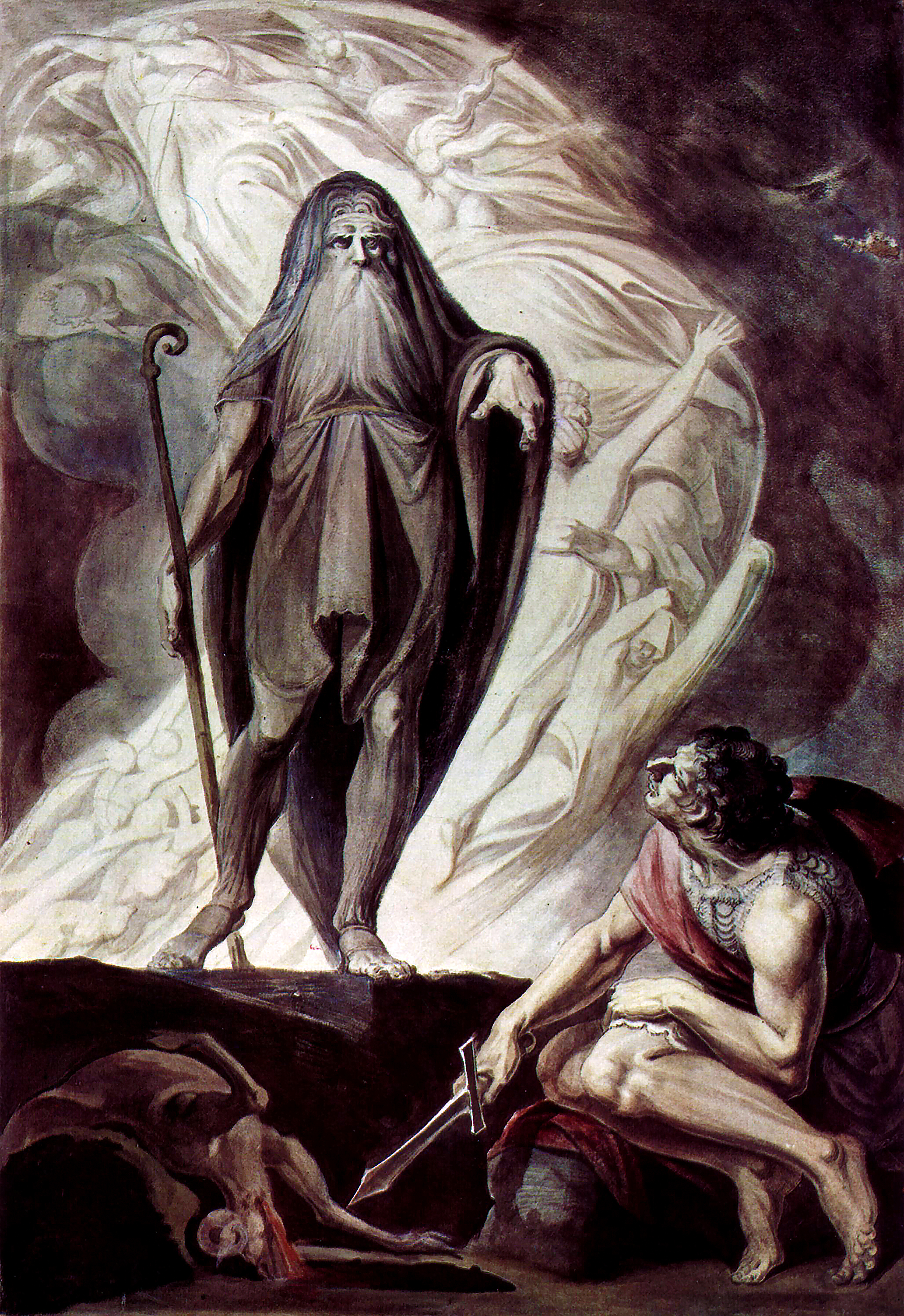
Tirésias apparaît à Ulysse aux Enfers, J.H. Füssli (1880)
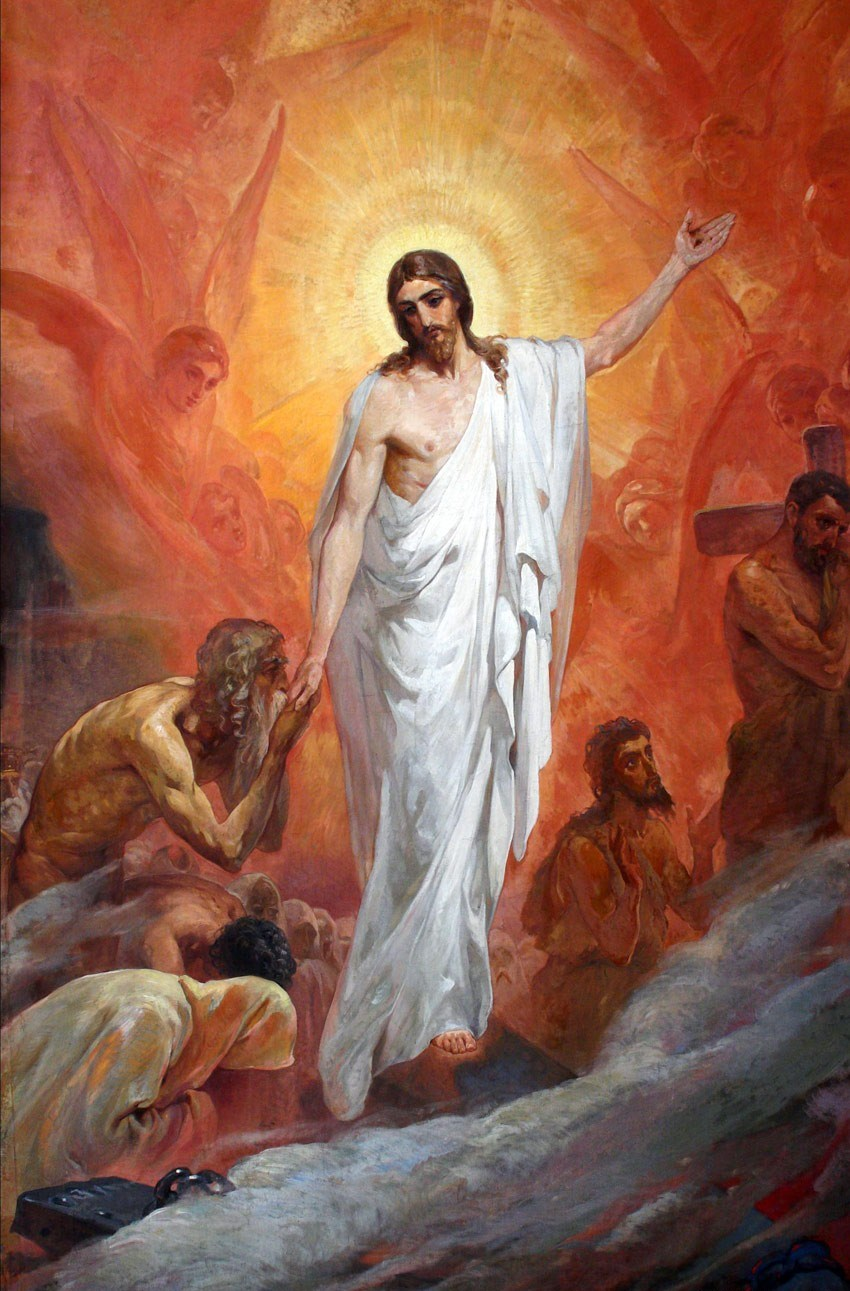
La descente de Jésus aux Enfers, Nikolaï Kochelev (1900).